# Posredovanje Sabink, David
Posredovanje Sabink (Les Sabines) je slika iz leta 1799 francoskega slikarja  Jacques-Louisa Davida, ki prikazuje legendarno epizodo po ugrabitvi Sabink s strani ustanoviteljev Rima.
David je začel načrtovati delo, medtem ko je bil leta 1795 zaprt v Luksemburški palači. Francija je bila v vojni z drugimi evropskimi narodi po obdobju državljanskih spopadov, ki so se končali z  Jakobinsko diktaturo in termidorsko reakcijo, med katerimi je bil David zaprt kot podpornik Robespierra. David se je obotavljal ali bi predstavljal to temo ali temo, ko je Homer recitiral svoje verze svojim prijateljem Grkom. Končno se je odločil, da bo naredil platno s predstavitvami Sabink, ki med seboj ločujejo Rimljane in Sabince, kot 'nadaljevanje' Poussinove slike Ugrabitev Sabink.
Delo na sliki se je začelo leta 1796, potem ko ga je v zaporu obiskala ločena žena. Zamisel je bila pripovedovati zgodbo, počastiti ženo, pri čemer je v temi prevladovala ljubezen nad konfliktom in zaščito otrok. Na sliko so gledali tudi kot nagovor, da so se ljudje po krvavi revoluciji ponovno združili. Realizacija mu je vzela skoraj štiri leta.
Na sliki je upodobljena Romulova žena Hersilija - hči Tita Tacija, voditelja Sabincev -, ki se postavi med moža in očeta in med njima postavlja svoje otroke. Močan Romul se pripravlja, da s sulico udari napol umikajočega Tacija, vendar se obotavlja. Drugi vojaki že pospravljajo svoje meče.
Kamniti izdanek v ozadju je Tarpejska skala, ki se omenja v spopadu, saj naj bi bilo rimsko kazen izdajstva izvrševali z metanjem iz te skale. Po legendi je Tacij, ko je napadel Rim, skoraj uspel zajeti mesto zaradi izdajstva Vestalke Tarpeije, hčere Spurija Tarpeja, upravitelja citadele na Kapitolskem griču. Sabincem je odprla mestna vrata v zameno za »tisto, kar so nosili na roki«, misleč, da bo dobila njihove zlate zapestnice. Namesto tega so jo Sabinci s svojimi ščiti pobili do smrti, truplo pa so vrgli s skale, ki so pozneje po njej poimenovali.

## Pomen
Geneza Les Sabines in samo delo sta bila pomemben odmik v tistem času . Zgodovinske upodobitve so bile običajno naročene. David je svoje delo zasnoval, produciral in promoviral za dobiček . Izdelal je trženjsko gradivo za spremljanje prve razstave. Le Tableau des Sabines, Exposé Publiquement au Palais National des Sciences et des Arts je vsebovala lastno zgodbo o zgodovinski epizodi in imela zaključek, ki je pojasnjeval njegovo utemeljitev za uporabo golote v sliki . Razstava iz leta 1799 je več let privabljala številne plačljive obiskovalce. Leta 1819 je David sliko Les Sabines in Léonidas pri Termopilah prodal kraljevim muzejem za 10.000 frankov.
Z letom 1977 je Francija izdala serijo dokončnih znamk, na katerih je glava Hersilije temeljila na Davidovi sliki .
Po izgonu umetnikov, vključno z Davidom iz Louvra, je bila slika v starodavni cerkvi v Clunyju, ki jo je uporabljal kot delavnico. Zdaj ta zgradba deluje kot Musée de Cluny.